# 大学IRコンソーシアム
大学IRコンソーシアム（だいがくIRコンソーシアム、英称：The Universities Institutional Research Consortium）は、平成21年（2009年）度文部科学省「大学教育充実のための戦略的大学連携支援プログラム」（GP）に採択された「相互評価に基づく学士課程教育質保証システムの創出―国公私立4大学IRネットワーク」を発展的に継承する為に設立された組織である。GPプログラムの代表校である同志社大学、連携校の北海道大学、大阪府立大学、甲南大学が中心となって2012年9月25日に正式に発足した。そして、今日の高等教育におけるIR の必要性の広がりとともに会員校数が増加し、その社会的責任も次第に大きくなってきたことから、2018 年4 月、一般社団法人大学IRコンソーシアムとなった。

## 沿革
- 2011年7月- 同志社大学、北海道大学、大阪府立大学、甲南大学が中心となって「大学IRコンソーシアム設置準備委員会」を設置
- 2012年2月- IRコンソーシアム参加校募集説明会開催
- 2012年9月- 大学IRコンソーシアム設立総会開催(北海道大学、同志社大学、大阪府立大学、甲南大学、関西学院大学、追手門学院大学、琉球大学、九州産業大学の8大学を会員として大学IRコンソーシアムが発足)
- 2012年10月- 玉川大学、関西国際大学、産業能率大学、鹿児島大学の4大学が入会
- 2012年11月- 2012年度第1回IRシステムデータ登録講習会開催
- 2012年12月- 東北大学が入会
- 2012年12月- 大学IRコンソーシアム臨時総会開催
- 2013年2月- 第2回大学IRコンソーシアム臨時総会開催
- 2013年3月- IRキックオフシンポジウム開催
- 2013年8月- 2013年度IRシンポジウム開催
- 2013年10月- お茶の水女子大学、北陸大学、大正大学、長崎大学の4大学が入会
- 2013年11月- 成蹊大学が入会
- 2013年11月- 第1回定時総会開催
- 2014年1月- 2013年度 大学IRコンソーシアム説明会
- 2014年1月- 2013年度IRシンポジウム開催、IRデータ活用セミナー、IRシステムデータ登録講習会（会員対象）開催
- 2016年5月- 神田外語大学が入会
- 2018年4月- 一般社団法人 大学IRコンソーシアム

## 会員大学
- 大正大学（代表校）
- 大阪公立大学
- 上智大学
- 北海道大学
- 芝浦工業大学
- 甲南大学
- 愛知工業大学
- 愛知産業大学
- 愛知みずほ大学
- 会津大学
- 秋田県立大学
- 麻布大学
- 大分大学
- 大阪工業大学
- 大阪国際大学
- 大阪産業大学
- 鹿児島大学
- 活水女子大学
- 金沢星稜大学
- 関西国際大学
- 神田外語大学
- 京都ノートルダム女子大学
- 杏林大学
- 久留米工業大学
- 皇學館大学
- 神戸親和大学
- 産業能率大学
- 四国大学
- 静岡大学
- 島根県立大学
- 下関市立大学
- 情報経営イノベーション専門職大学
- 成蹊大学
- 成城大学
- 玉川大学
- 高松大学
- 千葉県立保健医療大学
- 帝塚山学院大学
- 東京家政大学
- 東京家政学院大学
- 東京電機大学
- 東京薬科大学
- 東北工業大学
- 東洋学園大学
- 徳島大学
- 長崎国際大学
- 長野県立大学
- 長浜バイオ大学
- 名寄市立大学
- 新見公立大学
- 日本獣医生命科学大学
- 日本赤十字東北看護大学
- 広島工業大学
- 福岡工業大学
- 藤女子大学
- 北海道科学大学
- 松山大学
- 武蔵大学
- 室蘭工業大学
- 目白大学
- 琉球大学
- 龍谷大学
- 和歌山大学
- 和光大学